# 鄭健和
鄭健和（1974年9月11日—），香港漫畫家，人稱「和仔」，現經營「壹本創作有限公司」，擔任漫畫主編的工作。代表作品《魔神传》《武神鳳凰》《封神纪》《西游》。

## 從事漫畫初期
和仔於1992年加入「鄺氏出版社」成為漫畫助理，及後於1997年轉投「海洋創作有限公司」，1999年開始漫畫編寫工作，首本編寫作品《魔神傳》，2003年接手編寫《武神鳳凰》，其名字開始為人所認識。

## 壹本創作
2006年3月，和仔自組漫畫社，成立「壹本創作有限公司」，首本作品為充滿日式風格的《火龍》，之後推出以超能力者為題材的長篇作品《殺道行者》。
2010至2014年間，出品社會諷喻意味強烈的《封神紀》系列共三輯，並在此三輯之間，插入了兩套短篇漫畫：分別是首輯《封神紀》完結後的黑色幽默短篇《野狼與瑪莉》；以及第二輯後，諷刺極權階級社會的短篇《脫北者》。
2014年5月，和仔繼續其影射社會時弊作風，創作中篇漫畫《大軍閥》。
自2015年6月起，推出漫畫新作《西遊》，講述名著《西遊記》故事完結了十六年後，一頭狼妖找到唐三藏，再一次重歷西天之路。和仔在漫畫內的專欄提及，故事會有天龍八部眾、以至其他神話的角色出現。
2016年3月，推出了《如月车站》三期完恐怖惊悚短篇。和仔大人亲自编与绘，这时阿架放假休息。
2019年1月起，推出《三國誌異》，以《三國演義》中「三戲曹操」的奇人活神仙「左慈」為男主角，妖魅魔幻的三國傳奇。
2020年3月，推出《阿修羅》，是為前作《西遊》的外傳故事，主要講述西遊故事中有關阿修羅族的故事。

## 其他媒體

### 電影
電影《野狼與瑪莉》，又名《宅男女神殺人狂》，改編自鄭健和的同名短篇漫畫。電影於2015年5月在台灣及馬來西亞上映，並於6月在香港上映。鄭健和除了是原著漫畫的作者外，也與金沛晟共同執導此電影。

## 參與漫畫列表
| 書名                   | 載期                          | 期數                    | 出版社 | 備註                                        |
| ---------------------- | ----------------------------- | ----------------------- | ------ | ------------------------------------------- |
| 《江湖大佬》           |                               |                         | 鄺氏   | 勾頭、打網、執稿                            |
| 《鬼書皇》             |                               |                         | 鄺氏   | 勾頭、打網、執稿                            |
| 《拳皇96》             | 1996年11月16日至1997年7月26日 | 全36期                  | 鄺氏   | 鄧耀榮主編，鄭健和編繪                      |
| 《凶獸武者》           | 1997年7月                     | 全1期                   | 海洋   | 溫日良主編，鍾國光編繪，鄭健和協力          |
| 《凶獸武者 II》        | 1998年3月                     | 全5期                   | 海洋   | 鍾國光主編，鄭健和編繪                      |
| 《足球神射手》         | 1998年7月                     | 全4期                   | 海洋   | 袁家寶主編，鄭健和編繪                      |
| 《風雷》               | 1998年8月                     | 全40期                  | 海洋   | 袁家寶主編，鄭健和編繪                      |
| 《風雷 II》            | 1999年5月                     | 全10期                  | 海洋   | 袁家寶主編，鄭健和編繪                      |
| 《魔神傳》             | 1999年9月                     | 全3期                   | 海洋   | 鄭健和編繪                                  |
| 《天煞狂刀》           | 1999年10月                    | 全48期                  | 海洋   | 溫日良、袁家寶主編，鄭健和編繪              |
| 《魔神傳 II》          | 2000年7月                     | 全6期                   | 海洋   | 鄭健和編繪                                  |
| 《魔神傳 III》         | 2001年5月                     | 全33期                  | 海洋   | 鄭健和編繪                                  |
| 《絕地天行》           | 2002年11月                    | 全8期                   | 海洋   | 鄭健和編繪                                  |
| 《風林火山》           | 2003年3月                     | 全3期                   | 海洋   | 鄭健和編繪                                  |
| 《暴拳凶星》           | 2003年6月                     | 全4期                   | 海洋   | 鄭健和主編，倫裕國編繪                      |
| 《武神鳳凰》           | 2003年7月                     | 全138期                 | 海洋   | 鄭健和主編，鄧志輝繪畫                      |
| 《火龍》               | 2006年3月                     | 出版至第4期，故事未完結 | 壹創   | 鄭健和主編，鄧志輝繪畫                      |
| 《殺道行者》           | 2007年2月1日至2010年9月16日   | 全190期                 | 壹創   | 鄭健和主編，鄧志輝繪畫                      |
| 《中華英雄前傳》       | 2009年7月31日至2009年11月11日 | 全12期                  | 玉皇朝 | 鄭健和主編                                  |
| 《封神紀》             | 2010年9月30日至2011年6月16日  | 全38期                  | 壹創   | 鄭健和主編，鄧志輝繪畫                      |
| 《野狼與瑪莉》         | 2011年6月23日至2011年7月7日   | 全3期                   | 壹創   | 鄭健和主編，鄧志輝繪畫                      |
| 《封神紀II》           | 2011年7月14日至2012年9月27日  | 全64期                  | 壹創   | 鄭健和主編，鄧志輝繪畫                      |
| 《脫北者》             | 2012年10月4日至2012年10月18日 | 全3期                   | 壹創   | 鄭健和主編，鄧志輝繪畫                      |
| 《封神紀III》          | 2012年10月24日至2014年5月1日  | 全80期                  | 壹創   | 鄭健和主編，鄧志輝繪畫                      |
| 《大軍閥》             | 2014年5月15日至2015年5月28日  | 全55期                  | 壹創   | 鄭健和主編，鄧志輝繪畫                      |
| 《西遊》               | 2015年6月11日至2018年12月27日 | 全183期                 | 壹創   | 鄭健和主編，鄧志輝繪畫 中国大陸名《西行紀》 |
| 《三國誌異》           | 2019年1月3日至2020年3月19日   | 全64期                  | 壹創   | 鄭健和主編，鄧志輝繪畫                      |
| 《阿修羅》             | 2020年3月27日至2020年10月29日 | 全32期                  | 壹創   | 鄭健和主編，鄧志輝繪畫                      |
| 《野狼與瑪莉2》        | 2020年11月5日至2020年11月26日 | 全4期                   | 壹創   | 鄭健和主編，鄧志輝繪畫                      |
| 《我和殭屍有個約會序》 | 2020年12月3日至2020年12月17日 | 全3期                   | 壹創   | 鄭健和主編，鄧志輝繪畫                      |
| 《路西法》             | 2020年12月24日至2021年1月14日 | 全4期                   | 壹創   | 鄭健和主編，鄧志輝繪畫                      |
| 《黑天龍》             | 2021年1月21日至2021年7月22日  | 全27期                  | 壹創   | 鄭健和主編，鄧志輝繪畫                      |
| 《妖怪道》             | 2021年7月29日至今             |                         | 壹創   | 鄭健和主編，鄧志輝繪畫                      |

## 曾獲獎項
- 2018年憑《Westward 西行紀（西遊）》（郑健和主编，邓志辉绘画），跟另一香港漫畫家戴庆贤憑《SECRET WEAPON 秘密武器完全版》，同時榮獲被誉为国际漫画界「诺贝尔」的日本國際漫畫赏「Bronze Award（銅獎）」（從326件參賽作品中，選出1個 Gold Award，3個 Silver Award，11個 Bronze Award）。[2]歷屆在日本國際漫畫赏獲獎的香港漫畫家包括有 Gold Award：李志清、劉雲傑； Silver Award：欧启斯（KAI）、黎達達榮；Bronze Award：Joey Hanma、司徒劍僑、戴慶賢、鄭健和、馮志明、麥天傑。[3]

## 相關人物
- 溫日良
- 鄧志輝

## 來源參考
1. ↑  .   [2014-02-06]. （原始内容存档于2014-02-23）.
2. ↑  .   [2020-02-08]. （原始内容存档于2019-08-18）.
3. ↑  .   [2020-02-09]. （原始内容存档于2020-04-10）.